# S Leporis
Désignations
S Leporis (en abrégé S Lep), également désignée HD 41698 ou HR 2156, est une étoile géante rouge ainsi qu'une variable à longue période de la constellation du Lièvre. Selon la mesure annuelle de sa parallaxe par le satellite Gaia, elle est distante d'environ 257 pc (∼838 al) de la Terre. Elle s'éloigne du Système solaire à une vitesse radiale d'environ +12 km/s.

## Propriétés
S Leporis est une géante rouge de type spectral M6+IIIa, actuellement située sur la branche asymptotique des géantes (AGB). Sa température effective est estimée à 3 200 K, elle a une luminosité de 172 L☉ et une magnitude absolue de +0,24.
S Leporis est une étoile variable semi-régulière de sous-type SRb dont la magnitude apparente varie entre 6,00 et 7,58 selon une période de 89 jours. Il s'agit également d'un maser astronomique à eau et l'étoile possède enveloppe de poussières circumstellaire qui semble présenter une asymétrique particulièrement prononcée. Cette structure aurait été créée par les vents stellaires de l'étoile lors d'un épisode de perte de masse. Son taux de perte de masse actuel apparaît excessivement bas, avec un taux mesuré de <9,89 × 10−10 M☉/an.

## Binaire
S Leporis pourrait abriter un compagnon, qui apparait plus chaud que l'étoile primaire est qui serait donc d'un type spectral plus précoce que K0. Il a été détecté sur la base de l'émission d'ultraviolets plus importants qu'attendus en provenance du système, à l'aide du télescope spatial GALEX.